# ARM Architecture
Ne doit pas être confondu avec Architecture ARM.
Pour les articles homonymes, voir ARM.
ARM Architecture est une agence d'architecture fondée à Marseille par Matthieu Poitevin et Pascal Reynaud

## Prix
- 1994 Prix de la 1re œuvre 1998 pour la construction des Collèges Renoir et Rostand à Marseille
- 2013 Grand Prix d'architecture "un point 13" du CAUE 13 pour l'Espace des libertés à Aubagne
- 2013 Prix de la transformation culturelle "un point 13" du CAUE 13 pour la Tour-Panorama à la Friche la belle de Mai à Marseille

## Principales réalisations
- 1994 Construction des Collèges Renoir et Rostand à Marseille (Bouches-du-Rhône).
- 2000 Scénographie du Vaporetto. Pavillon français de la Biennale de Venise
- 2002 Construction et rénovation de la Friche la Belle de Mai et réhabilitation de la Cartonnerie en salle de spectacle.
- 2006 Scénographie pour l'exposition « logement, matière de nos villes » au Pavillon de l’Arsenal Paris
- 2012 Réhabilitation de hangars militaires pour la création de la Grainerie (fabrique des arts du cirque et de l'itinérance) à Balma
- 2012 Réhabilitation d'un bassin de rétention et création d'une crèche à la Friche la Belle de Mai
- 2013 Ré-affection de la tour-Panorama à la Friche la Belle de Mai
- 2013 Construction de l'Espace des Libertés à Aubagne

## Projets en cours
- 2013 Gare de départ du nouveau porteur et équipement communale Saint-Chaffrey (Projet Lauréat)
- 2013 Réhabilitation et création du Centre national des arts du cirque à Châlons-en-Champagne